# Toru Goto
Toru Goto (japonès: 後藤暢)  (Fukuoka, 26 de juny de 1934) és un nedador japonès, ja retirat, especialista en estil lliure, que va competir durant la dècada de 1950.
El 1952 va prendre part en els Jocs Olímpics d'Estiu de Hèlsinki, on va disputar dues proves del programa de natació. Formant equip amb Hiroshi Suzuki, Yoshihiro Hamaguchi i Teijiro Tanikawa guanyà la medalla de plata en els 4x200 metres lliures, mentre en els 100 metres lliures fou quart.